# Avahi occidental
Avahi occidentalis
Espèce
Statut de conservation UICN

 VU B1ab(i,iii) : Vulnérable
Statut CITES
L'Avahi occidental (Avahi occidentalis) est une espèce de primate lémuriforme de la famille des Indridae.

## Répartition et habitat
Il est endémique au nord de Madagascar. Il vit dans la forêt sèche décidue.